# Рівер Фенікс
Рівер Фенікс (англ. River Phoenix; 23 серпня 1970, Мадрас, штат Орегон, США — 31 жовтня 1993, Лос-Анжелес, США) — американський актор та музикант, старший брат актора Хоакіна Фенікса.
Фенікс розпочав акторську кар'єру в 10-річному віці, проте його першою помітною роботою стала роль у фільмі «Залишся зі мною» (1986) за новелою Стівена Кінга. Фенікс став з'являтися в «доросліших» стрічках, таких як «Біг на місці» (1988), за яку 18-річного актора номінували на «Оскар» в категорії «Найкраща чоловіча роль другого плану», і «Мій власний штат Айдахо» (1991). Остання викликала схвалення критиків і принесла Феніксу кубок Вольпі на Венеціанському кінофестивалі, а також премію найкращому акторові від Національного товариства кінокритиків США. Джон Вілліс назвав його одним з 12 багатообіцяючих новачків 1986 року, а критики Роджер Еберт і Джин Сіскель відгукувалися про нього як про надзвичайно талановитого актора.
31 жовтня 1993 Фенікс помер від передозування наркотиків біля входу до клубу «Viper Room».

## Біографія
Рівер Джуд Боттом народився 23 серпня 1970 року в місті Мадрас (штат Орегон) в сім'ї Арлін Шерон Дьюнец і Джона Лі Боттомі. Фенікса назвали на честь річки життя з роману Германа Гессе «Сіддхартха» та пісні Beatles «Hey Jude».
В інтерв'ю журналу «People» Фенікс описував своїх батьків як «хіпі». Його мати народилася у Бронксі (Нью-Йорк) у єврейській сім'ї, які емігрували з Угорщини та Росії. Батько, колишній католик, був родом з міста Фонтана (Каліфорнія) і мав дочку від попереднього шлюбу Джодін, яка згодом змінила ім'я на Траст. 1968 року мати Фенікса виїхала з сімейного будинку в Нью-Йорку і, роз'їжджаючи Америкою автостопом, зустріла Джона у Північній Каліфорнії. Вони одружилися 13 вересня 1969, менш ніж через рік після знайомства. 1973 року пара вступила до секти «Діти Бога», де була місіонерами. У місті Крокетт (Техас) 21 листопада 1972 у пари народилася дочка Рейн Джоан Д'Арк. Третьою дитиною подружжя став Хоакін Рафаель Боттом, який народився 28 жовтня 1974 в Сан-Хуані (Пуерто-Рико).
5 липня 1976 народилася Лібертад Маріпоза Боттем, поки родина перебувала в Каракасі, Венесуела, куди «Діти Бога» розподілили їх працювати місіонерами і збирачами фруктів. Хоча Джон Боттем пізніше отримав звання «Архієпископа Венесуели і Карибів», подружжя не мали фінансової підтримки від секти і жили у злиднях. Фенікс часто грав на гітарі, а Рейн співала на вулиці, заробляючи гроші на прожиток родини.
Арлін і Джон незабаром почали розчаровуватися в «Дітях Бога». Побоюючись, що секта рухається в негативну сторону, пара покинула її і якийсь час жила при церкві у Венесуелі. Протягом останніх років проживання в Південній Америці вся родина стала веганами (за наполяганням Рівера і Хоакіна, які бачили, як місцевий рибалка вбиває здобич).
Незабаром сім'я переїхала назад до Америки, непомітно проникнувши на вантажне судно. Після повернення вони оселилися в будинку батьків Арлін у Флориді. 10 грудня 1978 у Вінтер Парку (Флорида) народилася Саммер Джой Боттом, наймолодша дитина в сім'ї. 2 квітня 1979 сім'я офіційно змінила прізвище на Фенікс, на честь казкового птаха, що відродилася з попелу, що стало символом початку нового життя.

## Кінокар'єра
У Лос-Анджелесі Джон Фенікс працював у агента по кастингах на NBC. Він зміг організувати зустріч з дитячим агентом Айріс Бертон, яка була так вражена сім'єю, що погодилася взятися за всіх п'ятьох дітей.
У 1980 році Фенікс вперше з'явився на телебаченні в серіалі «Фантазія», де він співав разом із сестрою Рейн. 1982 року Рівер знімався в короткому серіалі NBC «Сім наречених для семи братів», де він зіграв наймолодшого брата, Гутрі Макфаддена. Рівер, який ходив на прослуховування з гітарою, швидко вжився в образ Елвіса Преслі, зачарувавши продюсерів шоу.
Наступну роль Рівер отримав лише через рік, в телефільмі «Знаменитість» (1984), де він зіграв молодого Джеффі Кроуфорда. Хоча сцена з його участю тривала всього 10 хвилин, його персонаж був центральним героєм. Ще через місяць вийшло шоу ABC Afterschool Special, де Рівер зіграв в епізоді «Назад: Загадка дислексії». За сюжетом хлопчик дізнається, що у нього дислексія. Хоакін також зіграв невелику роль в серіалі.
У вересні вийшов пілотний епізод серіалу «Твій хід». Рівер зіграв роль Браяна, у якого тільки одна репліка. Він також знявся в телефільмі «Роберт Кеннеді і його часи» в ролі сина Кеннеді-молодшого.
Принесла Ріверу схвалення критиків роль хлопчика з дислексією допомогла йому отримати головну роль у телефільмі «Виживання». Рівер зіграв Філіпа Брогана разом з Моллі Рінгуолд і Хезер О'Рурк. Це його остання поява на телебаченні перед початком великої кар'єри. У процесі знімання Айріс Бертон запропонувала йому роль у фільмі «Дослідники».
У жовтні 1984 Рівера затвердили на роль хлопчика-ботаніка Вольфганга Мюллера в великобюджетному науково-фантастичному фільмі Джо Данте «Дослідники». Це перша велика роль Рівера в кіно.
Він придбав популярність з виходом фільмів «Залишся зі мною» (1986), «Берег москітів» (1986), «Одна ніч з життя Джиммі Рирдон» (1988) і «Маленький Микита» (1988) разом з Сідні Пуатьє.
У той же час сім'я Феніксів продовжувала переїжджати і змінила 40 місць до того моменту, коли Ріверу виповнилося 18. Після завершення знімання у фільмі Сідні Люмета «Біг на місці» (1988) сім'я остаточно оселилася в Міканопі поруч з містом Гейнсвілл у Флориді в 1987 році.
На початку 1989 року за роль в «Бігу на місці» Фенікс номінувався на «Оскар» і «Золотий глобус» у категорії «Найкраща чоловіча роль другого плану» і був названий Національною радою кінокритиків США найкращим актором другого плану. У тому ж році він зіграв молодого Індіану Джонса у фільмі «Індіана Джонс і останній хрестовий похід».
Фенікс познайомився з Кіану Рівзом на зніманні фільму «Батьки», де грав його брат Хоакін. Рівз і Фенікс разом знялися у фільмах «Я люблю тебе до смерті» (1990) та «Мій власний штат Айдахо» (1991). У рецензії «Newsweek» Девід Ансен був захоплений грою Фенікса: «сцена біля багаття, в якій Майк ніяково заявляє про своє нерозділене кохання до Скотта дуже витончена. У цій і в кожній сцені, Фенікс занурюється настільки глибоко вглиб свого персонажа, що ви майже забуваєте, що бачили його раніше: це приголомшливо вражаюче виконання, зворушливе і комічне одночасно». За роль в «Айдахо» Фенікс отримав Кубок Вольпі за найкращу чоловічу роль на Венеціанському кінофестивалі, премії Незалежний дух, а також був названий найкращим актором Національним товариством кінокритиків США. Успіх фільму закріпив за Феніксом статус актора з жорстким характером. У тому ж році вийшов фільм «Дурне парі».
Фенікс працював з Робертом Редфордом та Сідні Пуатьє над фільмом «Тихушники» (1992). Через місяць він почав зніматися у фільмі «Мова мовчання» Сема Шепарда, який вийшов лише у 1994 році. Остання закінчена стрічка за його участю — «Те, що називають любов'ю» (1993).
Незвичайна доля спіткала проєкт «Темна кров», покинутий через смерть Фенікса. Основне натурне знімання з актором закінчили, але в павільйонних епізодах він зіграти не встиг. 700 кілограмів плівки незавершеного фільму опинилися в розпорядженні страхової компанії. 2012 року режисер «Темної крові» Джордж Сльойзер, дізнавшись про плани страховиків знищити весь цей матеріал, викрав його і змонтував з нього стрічку. Відсутні епізоди він заповнив фрагментами фотопроб і озвучив закадровим текстом. Прем'єра «Темної крові» з успіхом пройшла восени 2012 року на нідерландському кінофестивалі в Утрехті, потім відбулися покази на інших фестивалях, зокрема, в Берліні і в Москві.

## Музика
Хоча основним джерелом доходів Рівера Фенікса був кінематограф, багато друзі і родичі відзначали, що його справжньою пристрастю була музика. Фенікс співав, писав пісні і досконало володів гітарою. Він почав вчитися грі з п'яти років і говорив в інтерв'ю, що їхня сім'я переїхала до Лос-Анджелеса, щоб він і Рейн стали музиками. «Я почав зніматися в рекламі з фінансових міркувань, а кіно здалося привабливою ідеєю…» До того як знайти агента Фенікс і інші діти у сім'ї намагалися зробити кар'єру в музиці, виконуючи кавер-версії на вулицях Вествуда в Лос-Анджелесі, часто ховаючись від поліції через те, що збиралися люди, які перегороджували тротуар.
Знімаючись у фільмі «Одна ніч з життя Джиммі Рирдон» у 1986 році, Фенікс написав пісню «Heart to Get» спеціально до заключних титрів фільму. 20th Century Fox вирізали її з фільму, але режисер Вільям Річерт залишив пісню в своїй режисерській версії кілька років по тому. Саме тоді Фенікс познайомився з Крісом Блеквелл з «Island Records», що допомогло йому укласти контракт з лейблом.
Феніксу не подобалась ідея виступати сольно, тому він почав збирати групу. «Aleka's Attic» була створена у 1987 році і до її складу входила сестра Рейн. Фенікс шукав визнання за рахунок власних заслуг, наполягаючи, щоб група не світилася його ім'ям перед комерційними виступами. Першу пісню «Across The Way» вони написали у співавторстві з Джошем МакКеєм і вона ввійшла до благодійного альбому PETA «Tame Yourself» (1989). 1991 року Рівер записав сингл під назвою «Curi Curi» для альбому Мілтона Насіменто «TXAI». У тому ж році трек «Aleka's Attic» «Too Many Colors» з'явився на саундтреку до фільму Ґаса Ван Сента «Мій власний штат Айдахо».
Фенікс працював разом з Джоном Фрусчанте після його першого виходу з «Red Hot Chili Peppers» над піснями «Height Down» і «Well I've Been», що вийшли на альбомі Фрусчанте «Smile From the Streets You Hold» (1997).
Фенікс вклав гроші у відкриття клубу «House of Blues» (заснованого його хорошим другом і колегою по фільму «Тихушники» Деном Ейкройдом), в Кембриджі, Массачусетс; клуб відкрився у День подяки в 1992 році.

## Громадська діяльність
Фенікс був борцем за права тварин, екологічним і політичним активістом. Він був відомим представником PETA і здобув їх нагороду за гуманність в 1990 році за збір грошей на благодійність. У тому ж році в День Землі Фенікс написав есе на тему охорони навколишнього середовища, розраховане на молоду аудиторію й опубліковане в журналі Seventeen. Він надавав фінансову підтримку кільком організаціям з охорони навколишнього середовища. Викупив 320 гектарів тропічного лісу в Коста-Риці, що знаходиться під загрозою знищення.
Фенікс і його група часто влаштовували благодійні виступи на користь відомих благодійних установ, серед яких були PETA і Міжнародна амністія.

## Фільмографія
| Рік         | Фільм                                    | Оригінальна назва                    | Роль                     |
| ----------- | ---------------------------------------- | ------------------------------------ | ------------------------ |
| 1982 — 1983 | Сім наречених для семи братів            | Seven Brides for Seven Brothers      | Гутрі МакФадден          |
| 1984        | Знаменитість                             | Celebrity                            | Джеффі                   |
| 1984        | Твій хід                                 | It's Your Move                       | Браян                    |
| 1984        | Готель                                   | Hotel                                | Кевін                    |
| 1985        | Роберт Кеннеді та його часи              | Robert Kennedy & His Times           | Роберт Кеннеді-молодший  |
| 1985        | Виживання                                | Surviving                            | Філіп Броган             |
| 1985        | Дослідники                               | Explorers                            | Вольфганг Мюллєр         |
| 1985        | Родинні зв'язки                          | Family Ties                          | Юджин Форбс              |
| 1986        | Залишся зі мною                          | Stand by Me                          | Кріс Чемберс             |
| 1986        | Круг насильства: Сімейна драма           | Circle of Violence: A Family Drama   | Кріс Бенфілд             |
| 1986        | Берег москітів                           | The Mosquito Coast                   | Чарлі Фокс               |
| 1988        | Одна ніч з життя Джиммі Рірдона          | A Night in the Life of Jimmy Reardon | Джиммі Рірдон            |
| 1988        | Маленький Нікіта                         | Little Nikita                        | Джефф Грант              |
| 1988        | Біг на місці                             | Running on Empty                     | Денні Поуп/Майкл Менфілд |
| 1989        | Індіана Джонс і останній хрестовий похід | Indiana Jones and the Last Crusade   | 13-річний Індіана Джонс  |
| 1990        | Я тебе люблю до смерті                   | I Love You to Death                  | Дево Нод                 |
| 1991        | Мій власний штат Айдахо                  | My Own Private Idaho                 | Майк Вотерс              |
| 1991        | Дурне парі                               | Dogfight                             | Едді Бьордлейс           |
| 1992        | Тихушники                                | Sneakers                             | Карл Арбегаст            |
| 1993        | Те, що називають любов'ю                 | The Thing Called Love                | Джеймс Райт              |
| 1993        | Навіть дівчата-ковбої іноді сумують      | Even Cowgirls Get the Blues          | паломник                 |
| 1994        | Язик мовчання                            | Silent Tongue                        | Телбот Ро                |